# Ashland (condado de Ashland, Wisconsin)
Ashland es un pueblo ubicado en el condado de Ashland en el estado estadounidense de Wisconsin. En el Censo de 2010 tenía una población de 594 habitantes y una densidad poblacional de 5,55 personas por km².

## Geografía
Ashland se encuentra ubicado en las coordenadas 46°22′56″N 90°44′3″O / 46.38222, -90.73417. Según la Oficina del Censo de los Estados Unidos, Ashland tiene una superficie total de 107 km², de la cual 106.8 km² corresponden a tierra firme y (0.19%) 0.2 km² es agua.

## Demografía
Según el censo de 2010, había 594 personas residiendo en Ashland. La densidad de población era de 5,55 hab./km². De los 594 habitantes, Ashland estaba compuesto por el 93.43% blancos, el 0% eran afroamericanos, el 3.7% eran amerindios, el 0.67% eran asiáticos, el 0% eran isleños del Pacífico, el 0% eran de otras razas y el 2.19% pertenecían a dos o más razas. Del total de la población el 0% eran hispanos o latinos de cualquier raza.